# Município de Falkland (condado de Pitt, Carolina do Norte)
Localização da Carolina do Norte nos E.U.A.
O município de Falkland (em inglês: Falkland Township) é um município localizado no  condado de Pitt no estado estadounidense da Carolina do Norte. No ano 2010 tinha uma população de 3.682 habitantes.

## Geografia
O município de Falkland encontra-se localizado nas coordenadas 35° 41′ 10,57″ N, 77° 31′ 28,89″ O.